# Hemhofen
Hemhofen – miejscowość i gmina w Niemczech, w kraju związkowym Bawaria, w rejencji Środkowa Frankonia, w regionie Industrieregion Mittelfranken, w powiecie Erlangen-Höchstadt. Leży około 12 km na północny zachód od Erlangen, przy drodze B470 i linii kolejowej Höchstadt an der Aisch - Forchheim.

## Dzielnice
W skład gminy wchodzą dwie dzielnice: 
- Hemhofen
- Zeckern

## Polityka
Rada gminy składa się z 21 członków:
|      | CSU | SPD | Wolni Wyborcy | AW | Razem     |
| 2002 | 6   | 7   | 6             | 2  | 21 miejsc |